# 철학물
철학물 (哲學物)은 작품의 상당 부분이 일반적으로 광범위한 철학으로 해결 질문의 종류의 토론에 전념하는 허구 작품을 의미한다. 이러한 기능과 사회의 역할, 생명, 윤리 또는 도덕의 목적, 인간의 삶 속에서 예술의 역할과 지식의 개발에 경험이나 이성의 역할을 포함할 수 있다. 철학적 소설 작품은 SF, 유토피아와 디스토피아물과 교양 소설의 상당 부분을 포함하여 아이디어의 소위 소설을 포함한다. 수법은 단순히 인간 생활의 곤란 및 어두운 부분을 설명하는 정상 층을 사용하는 것으로 보인다.

## 같이 보기
- 철학과 문학